# Dzhokhar Tsarnaev
Dzhokhar Anzorovich Tsarnaev (Quirguiz: Джохар Царнаев) (dʒoʊxɑrˌ tsɑrnaɪɛf; Tokmok, 22 de julho de 1993) é um cidadão quirguistanês-americano de origem chechena que foi condenado por plantar bombas em panelas de pressão na Maratona de Boston em 15 de abril de 2013, junto com seu irmão Tamerlan Tsarnaev. Os atentados mataram quatro pessoas e feriram aproximadamente 280 outras.
Na época dos atentados, Tsarnaev era um estudante na Universidade de Massachusetts Dartmouth. Antes de frequentar a UMass Dartmouth, Tsarnaev frequentou a Cambridge Rindge e a Latin School. Após os atentados, em 18 de abril, houve um tiroteio entre a polícia e os irmãos Tsarnaev. Tamerlan foi morto e um policial do MIT foi gravemente ferido no curso da fuga de Tsarnaev em um SUV. Tsarnaev foi ferido, mas escapou, e uma perseguição seguiu-se, com milhares de policiais revistando uma área de 20 quarteirões em Watertown, Massachusetts.
Na noite de 19 de abril, o seriamente ferido Tsarnaev foi encontrado desarmado escondido em um barco em um trailer em Watertown, fora do perímetro da polícia. Ele foi preso e levado para o hospital. Tsarnaev foi acusado em 22 de abril de usar e conspirar para usar uma arma de destruição em massa, resultando em morte e com destruição maliciosa de propriedade, resultando em morte. Tsarnaev disse mais tarde durante o interrogatório que a próxima intenção era detonar explosivos na Times Square em Nova York. Tsarnaev supostamente também disse às autoridades que ele e seu irmão foram radicalizados ao Islamismo, pelo menos em parte, assistindo palestras de Anwar al-Awlaki. Ele foi condenado em 8 de abril de 2015 e condenado à morte em 24 de junho de 2015.
Ele e sua família tinham viajado para os Estados Unidos com visto de turista e posteriormente solicitaram asilo durante sua estada em 2002. Ele se naturalizou como cidadão americano em 11 de setembro de 2012.
Tsarnaev foi julgado e condenado  à morte pelo governo federal dos Estados Unidos. A sentença de morte foi anulada por um recurso, em julho de 2020, mas a Suprema Corte dos EUA reverteu essa decisão em março de 2022. Em 2024, ele era mantido no corredor da morte da prisão federal supermax ADX Florence, no Colorado.

## Biografia

### Início da vida
Tsarnaev nasceu no Quirguistão. Quando criança, ele emigrou com sua família para a Rússia e, em seguida, quando tinha oito anos de idade, para os Estados Unidos buscando asilo político. A família se estabeleceu em Cambridge e se tornou residente permanente dos EUA em março de 2007. Ele se tornou cidadão dos EUA em 11 de setembro de 2012, enquanto estava na faculdade. Sua mãe, Zubeidat, também se tornou cidadã americana, mas não está claro se seu pai, Anzor, alguma vez o fez. Tamerlan, seu irmão, foi incapaz de se naturalizar rapidamente devido a uma investigação contra ele, que atrasou o processo de cidadania. Nas instituições Cambridge Rindge e Latin School, uma escola pública, ele era um lutador ávido e um astro de inverno da Great Boston League. Ele às vezes trabalhava como salva-vidas na Universidade de Harvard.
Em 2011, ele contatou um professor da UMass Dartmouth que lhe ensinou uma aula sobre a história chechena, expressando seu interesse pelo tema. Ele se formou no colegial em 2011 e a cidade de Cambridge lhe concedeu uma bolsa de estudos de 2500 dólares naquele ano. O treinador de boxe de seu irmão, que na época dos atentados já não os via há alguns anos, disse que "o irmão mais novo era como um cachorrinho, seguindo seu irmão mais velho".

### A vida como um estudante universitário
Tsarnaev se matriculou na Universidade de Massachusetts Dartmouth em setembro de 2011. Ele começou em um curso de biologia marinha com a intenção de se tornar um dentista, mas depois mudou para enfermagem.
Tsarnaev foi descrito como "normal" e popular entre os colegas. Seus amigos disseram que ele às vezes fumava maconha, gostava de hip hop e não conversava com eles sobre política. Muitos amigos e outros conhecidos acharam inconcebível que ele pudesse ser um dos dois bombardeiros no início, chamando-o de "completamente fora de seu caráter". Ele não era visto como estrangeiro, falava inglês sem sotaque, era sociável e era descrito pelos colegas como "[não] diferente deles.Ele era um de nós. Ele era Cambridge".
No site de redes sociais em língua russa VK, Tsarnaev descreveu sua "visão de mundo" como "Islâmica" e suas prioridades pessoais como "carreira e dinheiro". Ele postou links para sites islâmicos, links para vídeos de combatentes na guerra civil síria e links para páginas que defendem a independência da Chechênia. Dzhokhar também estava ativo no Twitter. Segundo The Economist, ele parecia "ter se preocupado muito mais com esportes e cheeseburgers do que com religião, pelo menos a julgar pelo feed do Twitter"; no entanto, de acordo com o Boston Globe, no dia da Maratona de Boston de 2012, um ano antes dos atentados, um post no feed do Twitter de Tsarnaev mencionou um verso do Alcorão frequentemente usado por clérigos e propagandistas muçulmanos radicais.
Em 2012, a Polícia de Arlington fez uma checagem em Tsarnaev e checou sua Honda verde quando eles estavam investigando uma denúncia sobre bebida alcoólica para menores em uma festa em Arlington Heights.
Na época do bombardeio, Tsarnaev era um estudante de segundo ano que vivia no dormitório Pine Dale Hall da UMass Dartmouth. Ele estava lutando academicamente, tendo recebido sete notas baixas ao longo de três semestres, incluindo Fs em Princípios da Química moderna, Introdução à política americana, e Química e Meio Ambiente e tinha uma dívida de US $ 20.000 para a Universidade. Ele era conhecido por vender maconha para ganhar dinheiro.

## Atentado à Maratona de Boston em 2013
Dzhokhar Tsarnaev foi condenado por participar, junto com seu irmão Tamerlan Tsarnaev, em 2013 no atentado de Boston, cuja motivação aparentemente era de natureza religiosa. Ele teria "dito ao FBI que ele e seu irmão estavam furiosos com a guerras dos EUA no Afeganistão e no Iraque e a matança de muçulmanos lá".
Naquele dia, Dzhokhar foi capturado na CCTV perto da linha de chegada abrindo caminho através dos espectadores em direção à frente carregando uma mochila que continha uma das duas bombas em panelas de pressão que detonariam. Tsarnaev apareceu colocando a bolsa no chão sem causar qualquer suspeita entre os espectadores e, em seguida, apareceu assistindo alguns corredores de maratona cruzar a linha de chegada antes de se apressar momentos antes da explosão da bomba, causando pânico em massa entre os espectadores e maratonistas. Logo após a segunda bomba explodir, a CCTV capturou os dois irmãos Tsarnaev correndo entre a multidão para longe da cena.
Tsarnaev continuou a twittar após os atentados, e enviou um tweet dizendo ao povo de Boston para "ficar seguro". Ele retornou a sua universidade após o atentado de 15 de abril e permaneceu lá até 18 de abril, quando o FBI divulgou fotos dele e de Tamerlan na maratona. Durante esse tempo, ele usou o ginásio da faculdade e dormiu em seu dormitório; seus amigos disseram que ele festejou com eles depois dos ataques e parecia "relaxado".

## Prisão e detenção
Durante a caçada por ele na noite de 19 de abril Tsarnaev foi descoberto ferido em um barco em um quintal em Watertown, menos de 400 m de onde ele abandonou o SUV. David Henneberry, o proprietário do barco, notou que a tampa do barco estava solta e quando a ordem "abrigo no local" foi levantada, saiu para investigar. Ele levantou a lona, viu um homem ensanguentado, recuou para sua casa e ligou para o 9-1-1. Três policiais de Boston responderam e logo se juntaram à polícia de Waltham. A presença e o movimento de Tsarnaev foram posteriormente verificados por meio de um dispositivo de imagem térmica infravermelho voltado para a frente em um helicóptero da Polícia Estadual. O suspeito foi observado empurrando a lona no barco e a polícia de Boston disparou um grande volume de tiros no suspeito, parando apenas após as ligações do superintendente no local. Após os relatos iniciais de um tiroteio entre a polícia e Tsarnaev, duas autoridades dos EUA disseram em 24 de abril que Dzhokhar estava desarmado quando capturado.
Tsarnaev, que tinha sido baleado e estava sangrando gravemente de feridas na sua orelha esquerda, pescoço e coxa, foi levado sob custódia federal após o impasse. Relatos iniciais de que o ferimento no pescoço era de um tiro auto-infligido devido a uma possível tentativa de suicídio foram posteriormente contraditos pela revelação de que ele estava desarmado no momento da captura e a descrição do ferimento no pescoço por membros da equipe da SWAT de que era um corte, possivelmente causada por estilhaços de uma explosão.
Em uma imagem transmitida na noite de sua prisão, ele foi mostrado saindo do barco em que ele estava se escondendo. Outras fontes o descreveram "deitado de bruços, escarranchado na lateral do barco (...) Seu braço esquerdo e perna esquerda pairavam sobre o lado do barco. Ele parecia lutar pela consciência." Então ele foi "arrastado para o chão do gramado" por um oficial da SWAT. Em uma fotografia, ele pode ser visto deitado de costas, com as mãos algemadas para atrás, sendo ajudado pela equipe médica.
Ele foi levado para o Beth Israel Deaconess Medical Center, em Boston, onde foi tratado dos ferimentos graves na unidade de tratamento intensivo. Ele estava em estado sério, mas estável (atualizado para "justo" em 23 de abril), e incapaz de falar por causa da ferida na garganta. De acordo com uma das enfermeiras, ele chorou por dois dias seguidos depois de acordar. Ele respondeu às autoridades por escrito e balançando a cabeça, embora tenha conseguido dizer a palavra "não" quando perguntado se ele poderia pagar um advogado. Documentos judiciais divulgados em agosto de 2013 mostram que Tsarnaev teve uma fratura no crânio e ferimentos a bala antes de ser levado sob custódia. De acordo com um médico que o tratou, Tsarnaev teve uma fratura na base do crânio, com lesões no ouvido médio, na base do crânio, na parte lateral de sua vértebra cervical, com uma lesão significativa dos tecidos moles, bem como a faringe, a boca e uma pequena lesão vascular.
Tsarnaev havia escrito uma mensagem no interior do barco onde ele estava sangrando, dizendo que "os atentados de [Boston] eram em retaliação pelos crimes dos EUA em lugares como Iraque e Afeganistão [e] que as vítimas do atentado de Boston eram danos colaterais, da mesma forma que vítimas inocentes têm sido danos colaterais nas guerras dos EUA em todo o mundo".
Em 26 de abril, Tsarnaev foi transportado por policiais americanos para o Federal Medical Center, Devens, uma prisão federal dos Estados Unidos perto de Boston para presos do sexo masculino que necessitam de cuidados médicos especializados ou de longo prazo. Ele foi mantido em confinamento solitário em uma unidade habitacional segregada com bloqueio de 23 horas por dia.

## Procedimentos legais

### Questionamento, acusações e confissões
Inicialmente, Tsarnaev foi interrogado sem ser lido seus direitos de Miranda, porque o Departamento de Justiça invocou a exceção de segurança pública à regra de Miranda. Ele seria interrogado por um grupo federal de interrogatório de alto valor, um grupo especial de contraterrorismo criado para questionar detentos de alto valor, que incluíam membros do FBI, da CIA e do Departamento de Defesa. Mais tarde, depois de serem lidos seus direitos, Tsarnaev parou de falar e se recusou a continuar a cooperar com a investigação.
Os promotores inicialmente argumentaram que a exceção de segurança pública deveria ser aplicada às declarações obtidas antes que os direitos de Miranda fossem lidos. No entanto, a exceção não foi considerada pelo tribunal, porque os promotores depois decidiram não usar nenhuma dessas provas em seu caso contra Tsarnaev.
Em 22 de abril, ele foi acusado de "usar e conspirar para usar uma arma de destruição em massa resultando em morte" e com "destruição maliciosa de propriedades resultando em morte", ambos em conexão com os ataques da Maratona de Boston. Ele teve seus direitos de Miranda lido à cabeceira por um magistrado do Tribunal Distrital dos Estados Unidos para o Distrito de Massachusetts. Ele acenou com a cabeça para responder às perguntas do juiz, e respondeu "não" quando perguntado se ele poderia pagar um advogado.
Uma vez condenado, ele era elegível para enfrentar a pena de morte. Ele foi acusado pelos procuradores adjuntos dos EUA William Weinreb e Aloke Chakravarty, da Unidade Antiterrorismo e Segurança Nacional da Procuradoria dos EUA em Boston. Sua equipe de defesa incluiu os defensores públicos federais Miriam Conrad, William Fick, e Judy Clarke.
Os promotores de Middlesex também levaram acusações criminais contra Tsarnaev pelo assassinato de Sean Collier. Uma câmera de vigilância no MIT capturou os irmãos se aproximando do carro de Collier por trás.
Autoridades disseram, após os interrogatórios iniciais, que estava claro que o ataque teve motivos religiosos, mas que até agora não havia evidências de que os irmãos tivessem algum vínculo com organizações terroristas islâmicas. Oficiais também disseram que Dzhokhar reconheceu seu papel nos atentados e disse aos interrogadores que ele e Tamerlan foram motivados por crenças islâmicas extremistas e as guerras dos EUA no Afeganistão e no Iraque foram o estopim para o bombardeio. Dzhokhar admitiu durante o interrogatório que ele e seu irmão estavam planejando detonar explosivos na Times Square em Nova York. Os irmãos criaram o plano espontaneamente durante o sequestro de 18 de abril, mas as coisas deram errado depois que o veículo ficou sem combustível e forçaram o motorista a parar em um posto de gasolina, de onde ele escapou. Dzhokhar diz que ele foi inspirado por vídeos on-line de Anwar al-Awlaki, que também inspirou Faisal Shahzad, o autor da tentativa de explosão de um carro bomba na Times Square em 2010.
Até agora, os investigadores não encontraram evidências de que Tsarnaev estivesse envolvido em atividades jihadistas e, de acordo com o The Wall Street Journal, agora acreditam que, ao contrário de seu irmão Tamerlan, Dzhokhar "nunca foi verdadeiramente radicalizado". Uma perícia em seu computador não revelou visitas frequentes a sites da jihad, expressões de retórica islâmica violenta ou outras atividades suspeitas. Alguns policiais disseram ao WSJ que Tsarnaev "se encaixa melhor no perfil psicológico de um criminoso comum do que em um terrorista comprometido".
Em 16 de maio de 2013, durante o CBS This Morning, John Miller, correspondente da CBS News, disse que Tsarnaev escreveu uma nota no barco em que ele estava se escondendo assumindo a responsabilidade pelo ataque de 15 de abril durante a maratona. A nota foi escrita com uma caneta em uma das paredes internas da cabine e disse que os atentados eram uma retaliação as ações militares dos EUA no Afeganistão e Iraque, e referiu-se às vítimas de Boston como dano colateral, da mesma forma que os muçulmanos têm sido nas guerras lideradas pelos americanos. Ele continuou: "Quando você ataca um muçulmano, você ataca todos os muçulmanos". Ele também disse que não lamentou a morte de seu irmão porque agora Tamerlan era um mártir no paraíso e que ele (Dzhokhar) esperava se juntar a ele no paraíso. As fontes de Miller disseram que a parede na qual a nota foi escrita tinha vários buracos de bala dos tiros que foram disparados pela polícia. De acordo com Miller durante a entrevista que ele deu no programa da manhã, ele disse que a nota será uma peça significativa de evidência em qualquer julgamento de Dzhokhar e que é "certamente admissível", e passa uma imagem clara do motivo dos irmãos "consistente com o que ele disse aos investigadores enquanto estava sob custódia".

### Julgamento
A acusação de Tsarnaev por 30 acusações, incluindo quatro por homicídio, ocorreu em 10 de julho de 2013, no tribunal federal de Boston, perante a juíza Marianne Bowler. Foi a sua primeira aparição no tribunal público. Ele se declarou inocente de todas as 30 acusações contra ele, que incluiu o uso e conspiração para usar uma arma de destruição em massa, resultando em morte. Tsarnaev foi representado por Miriam Conrad, David Bruck, William Fick, Timothy G. Watkins e Judy Clarke.
Em 30 de janeiro de 2014, o Procurador Geral dos Estados Unidos, Eric Holder, anunciou que o governo federal buscaria a pena de morte contra Tsarnaev. Um acordo judicial falhou quando o governo se recusou a descartar a possibilidade da pena de morte.
O julgamento começou em 5 de janeiro de 2015; Tsarnaev se declarou inocente de todas as trinta acusações contra ele. Os processos foram liderados pelo juiz George O'Toole. A advogada de Tsarnaev, Judy Clarke admitiu em sua declaração de abertura que Tsarnaev cometeu os atos em questão, mas tentou evitar a pena de morte mostrando que seu irmão Tamerlan era o mentor por trás dos atos. O especialista em combate ao terrorismo, Matthew Levitt, também deu testemunho.
Em 8 de abril de 2015, Tsarnaev foi considerado culpado de todas as trinta acusações. As acusações de uso de uma arma de destruição em massa que resultou em morte, além de auxílio e cumplicidade, tornaram Tsarnaev elegível à pena de morte.
Tsarnaev, que exibiu pouca emoção durante todo o julgamento, pareceu chorar quando seus parentes testemunharam em 4 de maio de 2015. Em 15 de maio de 2015, o júri recomendou que Tsarnaev fosse condenado à morte por injeção letal em seis de 17 acusações federais.
De acordo com os formulários do veredito preenchidos pelos jurados, três dos 12 acreditavam que Tsarnaev havia participado do ataque sob a influência de seu irmão; dois acreditavam que ele sentira remorso por suas ações; dois acreditavam que Tamerlan, não Dzhokhar, havia matado o oficial Collier; três acreditavam que seus amigos ainda se importavam com ele; acreditava-se que a mãe de Tsarnaev, Zubeidat Tsarnaeva, era culpada pelas ações dos filhos; acreditava-se que Tsarnaev nunca mais seria violento na prisão.
Massachusetts aboliu a pena de morte para crimes estaduais em 1984. No entanto, Tsarnaev foi julgado por acusações federais, portanto era elegível para execução.
A advogada de Tsarnaev, Judy Clarke, indicou duas linhas possíveis de apelação: que, por motivos preconceituosos, o julgamento nunca deveria ter ocorrido em Boston; e que a defesa recebeu tempo insuficiente para montar um argumento completo de mitigação que poderia ter convencido o júri a poupar a vida de Tsarnaev. O processo de recurso pode durar anos ou décadas.
Em 24 de junho, Tsarnaev confrontou suas vítimas no tribunal quando sua sentença de morte foi formalmente imposta. As vítimas e suas famílias puderam apresentar  declarações de impacto ao tribunal, e Tsarnaev, que ficou em silêncio durante todo o julgamento que durou um mês, pediu desculpas aos feridos e enlutados pelos atentados.
Na manhã seguinte, em 25 de junho, Tsarnaev foi transferido para a Penitenciária dos Estados Unidos, em Florence, no Colorado; em 17 de julho, ele havia sido transferido para a ADX Florence. Um porta-voz do Escritório Federal de Prisões (BOP) afirmou que "requisitos únicos de gerenciamento de segurança" levaram a agência a colocar Tsarnaev no Colorado em vez da Penitenciária dos Estados Unidos, Terre Haute, onde geralmente ficam os detentos sentenciados à morte.